# 佐藤宏 (経済学者)
佐藤 宏（さとう ひろし、1957年 -　）は、日本の経済学者、中国学者。専門は中華人民共和国の経済と社会。国立大学法人一橋大学名誉教授、元一橋大学理事・副学長。発展途上国研究奨励賞（2004年）、北京大学『経済学季刊』2007－2008年最優秀論文賞（2009年）、第17回孫冶方経済科学賞（2017年）、『労働経済研究』創刊10周年記念優秀論文賞（2023年）受賞。

## 人物・経歴
1979年一橋大学経済学部卒業。1981年一橋大学社会学部を卒業し、三菱電機に入社。1986年一橋大学大学院社会学研究科地域社会研究専攻修士課程修了、1989年一橋大学大学院社会学研究科地域社会研究専攻博士後期課程単位取得満期退学。指導教官は三谷孝。2004年、論文「改革以後の中国農村における市場関係の成長――農民、出稼ぎ者および農民企業家のミクロ的分析――」により、一橋大学博士（経済学）の学位を取得。審査員は、清川雪彦、谷口晋吉、中兼和津次。
日本学術振興会特別研究員を経て、1991年一橋大学経済学部専任講師。助教授を経て、1998年一橋大学大学院経済学研究科教授。1999年から2000年まで日本学術振興会特定国派遣研究員として華東理工大学応用社会学研究所客員研究員。2000年スタンフォード大学アジア太平洋研究センター客員研究員。2004年から財団法人東洋文庫研究員。2007年から2009年まで独立行政法人大学評価・学位授与機構（現大学改革支援・学位授与機構）評価研究部客員教授。2009年4月から2011年3月まで国立大学法人一橋大学大学院経済学研究科長、2011年一橋大学国際共同研究センター長、2014年12月から2020年8月まで一橋大学理事・副学長（総務･財務･情報化担当、総務･財務･研究担当、総務･人事･研究担当を歴任）、2020年9月より一橋大学名誉教授、2020年9月から2022年3月まで一橋大学特任教授。
専門は中華人民共和国の経済及び社会で、2004年には著書『所得格差と貧困』により、アジア経済研究所発展途上国研究奨励賞受賞。2009年、共著論文「中国農村地区的家庭成分，家庭文化和教育」により北京大学中国経済研究中心『経済学季刊』2007-2008年最優秀論文賞受賞。2017年、共編著書『中国収入差距変動分析』により、孫冶方経済科学基金会第17回孫冶方経済科学賞を受賞。2023年には共著論文「中国收入分配格局的最新変化」により『労働経済研究』創刊10周年記念優秀論文賞を受賞。

## 著書
- 『中国八路軍新四軍史』（宍戸寛,内田知行,馬場毅,三好章と共著）河出書房新社 1989年
- 『所得格差と貧困』名古屋大学出版会 2003年
- "The Growth of Market Relations in Post-reform Rural China"ラウトレッジ 2003年
- 『経済転型的代価』（李実と共編著）中国財政経済出版社 2004年
- "Unemployment, Inequality and Poverty in Urban China"（Li Shiと共編著）ラウトレッジ 2006年
- 『中国収入差距変動分析』（李実,史泰麗と共編著）人民出版社 2013年
- "Rising Inequality in China: Challenge to a Harmonious Society"（Li Shi,Terry Sicularと共編著）ケンブリッジ大学出版局 2013年
- 『中国少数民族的差異性研究』（共編著）社会科学文献出版社 2016年
- "Changing Trends in China's Inequality: Evidence, Analysis, and Prospects"（Li Shi, Terry Sicular, Yue Ximingと共編著）Oxford University Press 2020年